# Tri-Ace
tri-Ace, Inc. (яп. 株式会社トライエース) — японська компанія з виробництва відеоігор, заснована в 1995 році трьома колишніми співробітниками компанії Telenet Japan. Назву компанії можна перекласти як «три тузи» або «три аси» (від англ. tri — три і англ. ace — туз; ас).
Компанія спеціалізується на розробці виключно JRPG. Першою розробленою грою стала Star Ocean.

## Історія
tri-Ace була заснована в березні 1995 року колишніми співробітниками Telenet Japan: Йошіхару Ґотандою (програмістом, нинішнім президентом tri-Ace), Масакі Норімото (дизайнером ігор) та Джо Асанумою (режисером). Назва є грою слів, що вказує на «трьох тузів», які заснували компанію. Більшість ігор tri-Ace було видано компанією Square Enix (раніше Enix).
Компанія займається виключно розробкою рольових відеоігор і відома своїми бойовими системами, насиченими діями, та глибокими системами навичок. Цей фірмовий стиль почав формуватися ще тоді, коли засновники tri-Ace працювали у Wolfteam, підрозділі Telenet Japan, і створили гру Tales of Phantasia. Ця гра, випущена компанією Namco, стала попередницею серії Star Ocean від tri-Ace за кількома ознаками; наприклад, система бою, де гравець контролює одного персонажа, а інші керуються штучним інтелектом, і спеціальні бойові навички, які можна призначати на різні кнопки. Окрім серії Star Ocean, у 1999 році вони також випустили Valkyrie Profile.
Після того як їхній давній зв'язковий з Square Enix і продюсер, Йошінорі Ямагісі, оголосив у 2009 році про завершення роботи над серією Star Ocean, декілька ігор tri-Ace почали видавати інші компанії. Наприклад, гра Resonance of Fate, випущена у 2010 році, була видана Sega. Окрім того, почало бракувати ігор tri-Ace, які отримували локалізації англійською мовою, аж до випуску Exist Archive у 2016 році.
Станом на вересень 2005 року, ігри tri-Ace продали понад 3,8 мільйона копій по всьому світу. Звуковий програміст компанії, Хіроя Хатсушіба, заснував tri-Crescendo у 1999 році, яка з того часу розробила кілька ігор незалежно від tri-Ace.
У лютому 2015 року японська мобільна компанія Nepro Japan придбала tri-Ace. Незважаючи на те, що компанію придбала компанія, яка зосереджена на мобільних іграх, tri-Ace продовжувала розробляти ігри для консолей, що підтверджується випуском Star Ocean: Integrity and Faithlessness у 2016 році та Star Ocean: The Divine Force у 2022 році. Однак за кілька тижнів до виходу Star Ocean: The Divine Force з'явилися повідомлення про фінансові труднощі tri-Ace та її неплатоспроможність.

## Ігри

### SNES
- Star Ocean — 19 липня 1996

### Game Boy Color
- Star Ocean: Blue Sphere — 28 червня 2001

### PlayStation
- Star Ocean: The Second Story — 30 липня 1998
- Valkyrie Profile — 22 грудня 1999

### PlayStation 2
- Radiata Stories — 27 січня 2005
- Star Ocean: Till the End of Time — 27 лютого 2003
- Star Ocean: Till the End of Time: Director's Cut — 27 січня 2004
- Valkyrie Profile 2: Silmeria — 22 червня 2006

### PlayStation Portable
- Valkyrie Profile: Lenneth — 2 березня 2006
- Star Ocean: The First Departure
- Star Ocean: The Second Evolution
- Frontier Gate: У розробці.

### Xbox 360
- Infinite Undiscovery — 2 вересня 2008
- Star Ocean 4 — 19 лютого 2009
- Resonance of Fate — 28 лютого 2010
- Final Fantasy XIII-2

### Nintendo DS
- Valkyrie Profile: Covenant of the Plume — 1 листопада 2008

### PlayStation 3
- Star Ocean: The Last Hope International — 4 лютого 2010
- Resonance of Fate — 28 лютого 2010
- Final Fantasy XIII-2

### Nintendo 3DS
- Beyond the Labyrinth: У розробці.